# Trémilly
Trémilly és un municipi francès situat al departament de l'Alt Marne i a la regió del Gran Est. L'any 2007 tenia 89 habitants.

## Demografia

### Població
El 2007 la població de fet de Trémilly era de 89 persones. Hi havia 36 famílies de les quals 12 eren unipersonals (8 homes vivint sols i 4 dones vivint soles), 16 parelles sense fills i 8 parelles amb fills.
La població ha evolucionat segons el següent gràfic:
Habitants censats

### Habitatges
El 2007 hi havia 42 habitatges, 39 eren l'habitatge principal de la família, 1 era una segona residència i 2 estaven desocupats. Tots els 41 habitatges eren cases. Dels 39 habitatges principals, 29 estaven ocupats pels seus propietaris, 9 estaven llogats i ocupats pels llogaters i 1 estava cedit a títol gratuït; 16 tenien quatre cambres i 23 en tenien cinc o més. 24 habitatges disposaven pel capbaix d'una plaça de pàrquing. A 19 habitatges hi havia un automòbil i a 13 n'hi havia dos o més.

## Economia
El 2007 la població en edat de treballar era de 49 persones, 36 eren actives i 13 eren inactives. De les 36 persones actives 28 estaven ocupades (19 homes i 9 dones) i 8 estaven aturades (2 homes i 6 dones). De les 13 persones inactives 4 estaven jubilades, 2 estaven estudiant i 7 estaven classificades com a «altres inactius».
Activitats econòmiques
Dels 2 establiments que hi havia el 2007, 1 era d'una empresa de construcció i 1 d'una empresa d'hostatgeria i restauració.
Dels 2 establiments de servei als particulars que hi havia el 2009, 1 era un paleta i 1 restaurant.

## Poblacions més properes
El següent diagrama mostra les poblacions més properes.